# Gümüş
Gümüş es una serie de televisión turca de 2005, producida por D Productions y emitida por Kanal D.

## Trama
Narra la vida de una chica humilde que trabaja como diseñadora de moda, Gümüş (Songül Öden), que salta a la alta sociedad cuando su tío rico (Ekrem Bora) le pide que se case con Mehmet Şadoğlu (Kıvanç Tatlıtuğ), su nieto, del que Gümüş ha estado enamorada desde la niñez. Mehmet es guapo y adinerado, pero se encuentra devastado por la aparente muerte de Nihan (Hilal Uysun), su amada novia.
El matrimonio se concreta, pero Mehmet se niega a aceptar a Gümüş como su esposa. Él todavía tiene presente a su exnovia y se niega a mantener relaciones sexuales con ella. Gümüş vivirá la indiferencia de su marido, pero con el tiempo conseguirá que Mehmet se enamore de ella y vivirán un gran romance. A pesar de esto, el matrimonio peligrará en varias ocasiones, especialmente porque el mejor amigo de Gümüs, Engin, tiene planes amorosos secretamente escondidos para ésta, sumado al inesperado regreso de alguien que nadie esperaba junto a una persona aún más especial que ingresará de golpe a la vida de Mehmet.

## Reparto
- Songül Öden como Gümüş Şadoğlu.

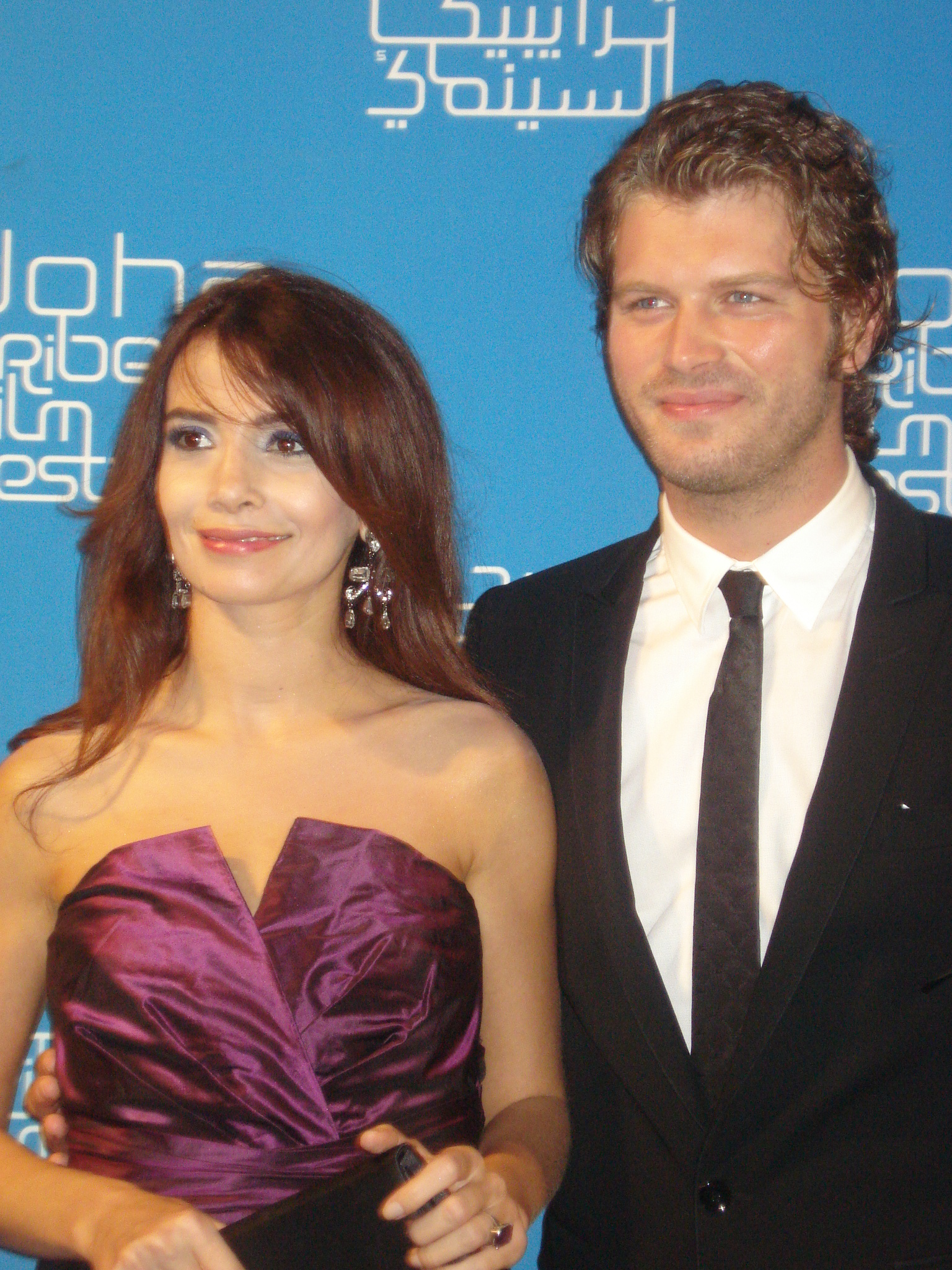
Songül Öden y Kıvanç Tatlıtuğ, protagonistas de la serie

- Kıvanç Tatlıtuğ como Mehmet Şadoğlu.
- Güngör Bayrak como Şeref Şadoğlu.
- Ekrem Bora como Fikri Şadoğlu.
- Tarık Ünlüoğlu como Tarık.
- Laçin Ceylan como Gülsün.
- Cüneyt Çalışkur como Ahmet Şadoğlu.
- Serdar Orçin como Onur.
- Ayça Varlıer como Pınar.
- Sevinç Gürsen Akyıldız como Bahar.
- Funda İlhan como Esra.
- Hikmet Karagöz como Osman.
- Emre Karayel como Engin.
- Soydan Soydas/Faik Ergen como Berk Sadoglü.
- Elif Aksar como Kader.
- Sema Mumcu como Tuğçe.
- Kamil Güler como Gökhan.
- Füsun Erbulak como Dilruba.
- Cansın Özyosun como Didem.
- Hilal Uysun como Nihan.
- Uğur Aslan como Orhan.
- Yeliz Başlangiç como Rukiye.
- Erdal Cindoruk como Kenan.
- Zuhal Tasar Gökhan como Billur.
- Göktug Alpasar como Selim.
- Ayla Arslancan como Safiye.
- Kayra Simur como Defne.
- Burak Çevik

## Temporadas
| Temporada | Temporada | Episodios | Rango de episodios | Emisión original        | Emisión original    |
| Temporada | Temporada | Episodios | Rango de episodios | Inicio                  | Final               |
| --------- | --------- | --------- | ------------------ | ----------------------- | ------------------- |
|           | 1         | 21        | 1 - 21             | 20 de enero de 2005     | 23 de junio de 2005 |
|           | 2         | 40        | 22 - 61            | 8 de septiembre de 2005 | 28 de junio de 2006 |
|           | 3         | 39        | 62 - 100           | 6 de septiembre de 2006 | 16 de junio de 2007 |

## Recepción
En 2006, la serie se emitió con el nombre de Noor por la cadena árabe MBC. Obtuvo gran éxito en una veintena de países árabes y en Arabia Saudita, más de 85 millones de espectadores sintonizaron el último episodio. Su emisión al público árabe estuvo rodeada de polémicas y debates. Los líderes más conservadores musulmanes de Arabia Saudita tacharon a la serie de "antiislámica" e incluso pidieron que no fuese vista. También se desató una ola de divorcios durante la emisión de la serie.